# Esperanza (Perù)
Esperanza è un comune del Perù, situato nella Regione di Ucayali e capoluogo della Provincia di Purús.